# Duranlar
Duranlar (kurd. Axbizut) ist ein kleines Dorf im Landkreis Kiğı in der türkischen Provinz Bingöl. Die Entfernung nach Kiğı beträgt ca. 12 km.
Im Jahre 1967 lebten 242 Einwohner in Duranlar. 1985 war die Bevölkerungszahl auf 195 Menschen gesunken. 1990 lebten in Duranlar 143 Menschen. Im Jahre 2009 lebten im Ort 12 Menschen.
Duranlar war ursprünglich  ein armenisches Dorf und wurde bereits in osmanischen Dokumenten des 16. Jahrhunderts unter dem Namen Ağca Büzüd als nichtmuslimisches Dorf aufgeführt. Dieser Name ist in der Form Ağbuzut auch im Grundbuch verzeichnet. Der kurdische Name ist eine Variante der historischen Bezeichnung.